# Meliplebeia ogouensis
Meliplebeia ogouensis är en biart som först beskrevs av Joseph Vachal 1903.  Meliplebeia ogouensis ingår i släktet Meliplebeia och familjen långtungebin. Inga underarter finns listade.

## Utseende
Ett tämligen litet bi med övervägande svart kropp. Huvudet har smala, gula band, medan mellankroppens ovansida kan vara orange. Ofta är även denna dock svart.

## Ekologi
Släktet Meliplebeia tillhör de gaddlösa bina, ett tribus (Meliponini) av sociala bin som saknar fungerande gadd. De har dock kraftiga käkar, och kan bitas ordentligt. Som många arter av gaddlösa bin är biet en viktig pollinatör av ekonomisk betydelse för jordbruket. Det förekommer att man skördar honung från vildlevande samhällen. Arten har påträffats på dagliljor.

## Utbredning
Meliplebeia ogouensis förekommer i större delen av Afrika söder om Sahara, med undantag för Västafrika.